# BBC Arabic Television
BBC Arabic Television é um canal de notícias de televisão transmitido ao mundo árabe pela BBC. Foi lançado em 11 de março de 2008. É administrado pelo Serviço Mundial da BBC e financiado pela taxa de licença de televisão britânica.

## História
A televisão árabe da BBC é dirigida pelo Serviço Mundial da BBC. Como tal, é financiado com uma subvenção concedida pelo British Foreign & Commonwealth Office e não pela Canon TV, que é utilizada para financiar a transmissão nacional da BBC. O serviço é baseado na Egton Wing Broadcasting House, em Londres, mas alguns aspectos técnicos são gerenciados pela BBC. A programação de 24 horas começou em 19 de janeiro de 2009.
BBC árabe também pode ser visto através da Internet, o site inclui 16:9 e sinal ao vivo.
BBC Newshour, um boletim de notícias de uma hora, é transmitido duas vezes por dia. Neste programa, os principais títulos do dia são analisados e cobertos por correspondentes da BBC em todo o mundo. Outros boletins informativos têm duração de meia hora. As principais notícias são transmitidas no canal a cada quinze minutos.
Esta não é a primeira vez que a BBC tenta estabelecer um serviço de televisão árabe. A tentativa anterior foi em 21 de abril de 1996, após dois anos no ar, quando os parceiros da BBC, Orbit Communications Corporation (de propriedade do primo do rei Fahd, o príncipe Khaled) retiraram o apoio após a BBC transmitir um episódio de Panorama que foi muito criticado pelo governo da Arábia Saudita Muitos dos funcionários que trabalhavam para o serviço árabe da BBC foram trabalhar para a rede de televisão Al Jazeera. Al Jazeera é um dos principais concorrentes da BBC árabe.